# Morti nel 1875
| Questa pagina contiene informazioni ricavate automaticamente dalle voci biografiche con l'ausilio del template Bio e di un bot. L'aggiornamento è periodico e automatico e ricostruisce completamente la pagina. Se manca una persona in questa lista, sei pregato di non aggiungerla, ma accertati piuttosto che la sua voce biografica contenga il template Bio e che i dati anagrafici siano correttamente compilati. Se il template Bio manca, inseriscilo tu stesso o, in alternativa, metti l'avviso {{tmp\|Bio}} che ne segnala la mancanza. Se i dati riportati sono sbagliati, correggi direttamente la voce biografica; le modifiche saranno visibili in questa lista entro pochi giorni. Per chiarimenti vedi il progetto biografie. La lista contiene solo le 313 persone che sono citate nell'enciclopedia e per le quali è stato implementato correttamente il template Bio. Pagina aggiornata al 18 ago 2025. |

## Gennaio(26)
- 1º gennaio - Jacques Crétineau-Joly, giornalista e storico francese (n. 1803)
- 2 gennaio - Harriot Kezia Hunt, medico, docente e attivista statunitense (n. 1805)
- 2 gennaio - Sof'ja Potocka, nobildonna polacca (n. 1801)
- 3 gennaio - Pierre Larousse, linguista, pedagogista e editore francese (n. 1817)
- 4 gennaio - Martha Coffin Wright, insegnante statunitense (n. 1806)
- 4 gennaio - Carlo Fioruzzi, politico italiano (n. 1806)
- 4 gennaio - Thomas Stephens, storico gallese (n. 1821)
- 6 gennaio - Federico Guglielmo d'Assia, sovrano tedesco (n. 1802)
- 6 gennaio - Fratelli Pereire, banchiere francese (n. 1800)
- 6 gennaio - Piotr Wysocki, militare polacco (n. 1797)
- 8 gennaio - Eugenio di Württemberg, nobile tedesco (n. 1820)
- 10 gennaio - Giulio Arrigoni, arcivescovo cattolico italiano (n. 1806)
- 10 gennaio - Maria Carmela Ascione, religiosa e mistica italiana (n. 1799)
- 10 gennaio - Emanuele Fenzi, banchiere, imprenditore e politico italiano (n. 1784)
- 11 gennaio - Giovanni Luppis, ufficiale e inventore (n. 1813)
- 12 gennaio - Jenny d'Héricourt, scrittrice e giornalista francese (n. 1809)
- 12 gennaio - Tongzhi, imperatore cinese (n. 1856)
- 13 gennaio - Robert Adams, chirurgo irlandese (n. 1791)
- 14 gennaio - Margaretta Forten, attivista statunitense (n. 1806)
- 18 gennaio - Oscar Gustave Rejlander, fotografo e pittore svedese (n. 1813)
- 20 gennaio - Jean-François Millet, pittore francese (n. 1814)
- 23 gennaio - Charles Kingsley, scrittore, docente e presbitero britannico (n. 1819)
- 24 gennaio - Giuseppe Ghio, generale italiano (n. 1818)
- 26 gennaio - Luigi Lavizzari, naturalista, geologo e politico svizzero (n. 1814)
- 29 gennaio - Girolamo Sagarriga Visconti-Volpi, politico italiano (n. 1810)
- 30 gennaio - Prosper Guéranger, presbitero e abate francese (n. 1805)

## Febbraio(29)
- 1º febbraio - William Sterndale Bennett, compositore, pianista e direttore d'orchestra inglese (n. 1816)
- 2 febbraio - Carl Jakob Sundevall, zoologo, ornitologo e aracnologo svedese (n. 1801)
- 3 febbraio - Everhardus Johannes Potgieter, scrittore olandese (n. 1808)
- 4 febbraio - Carlo Burci, chirurgo italiano (n. 1813)
- 6 febbraio - Charles Anderson-Pelham, III conte di Yarborough, nobile inglese (n. 1835)
- 6 febbraio - Raffaele Sonzogno, giornalista e politico italiano (n. 1829)
- 9 febbraio - Cecil De Vere, scacchista scozzese (n. 1845)
- 9 febbraio - Giovanni Antonio Sanna, imprenditore e politico italiano (n. 1819)
- 10 febbraio - Clemente Papi, scultore italiano (n. 1803)
- 11 febbraio - Francesco Bomben, architetto e ingegnere italiano (n. 1801)
- 11 febbraio - Giuseppe Teta, vescovo cattolico italiano (n. 1817)
- 12 febbraio - Bartolomeo Legat, vescovo cattolico sloveno (n. 1807)
- 14 febbraio - Sebastiano di Borbone-Spagna, generale spagnolo (n. 1811)
- 15 febbraio - Eliakim Carmoly, ebraista francese (n. 1802)
- 15 febbraio - Ange Auguste Martimprey, generale francese (n. 1809)
- 17 febbraio - Friedrich Wilhelm August Argelander, astronomo tedesco (n. 1799)
- 18 febbraio - Josef Neruda, musicista, organista e compositore ceco (n. 1807)
- 18 febbraio - Fagundes Varela, poeta brasiliano (n. 1841)
- 19 febbraio - Philothée O'Neddy, poeta e scrittore francese (n. 1811)
- 22 febbraio - Jean-Baptiste Camille Corot, pittore francese (n. 1796)
- 22 febbraio - Charles Lyell, geologo britannico (n. 1797)
- 22 febbraio - Sergej Pavlovič Sumarokov, generale russo (n. 1793)
- 24 febbraio - Francisco António Gonçalves Cardoso, ammiraglio e politico portoghese (n. 1800)
- 24 febbraio - Marc Seguin, ingegnere francese (n. 1786)
- 25 febbraio - Luigi Natoli, arcivescovo cattolico italiano (n. 1799)
- 26 febbraio - Robert William Buss, artista britannico (n. 1804)
- 26 febbraio - Svetozar Marković, politico e scrittore serbo (n. 1846)
- 28 febbraio - Jean Claude Colin, religioso francese (n. 1790)
- 28 febbraio - Hans Heinrich Hürlimann, imprenditore e politico svizzero (n. 1806)

## Marzo(35)
- 1º marzo - Eugenio Salomone Camerini, letterato e giornalista italiano (n. 1811)
- 1º marzo - Tristan Corbière, poeta francese (n. 1845)
- 1º marzo - Maximin Giraud, francese (n. 1835)
- 1º marzo - Henry Kellett, ammiraglio e esploratore britannico (n. 1806)
- 1º marzo - Hubert von Luschka, anatomista tedesco (n. 1820)
- 4 marzo - Joseph Saul Nathansohn, rabbino e religioso polacco (n. 1808)
- 5 marzo - Franz Haller von Hallerkeö, generale austriaco (n. 1796)
- 6 marzo - Angelica Palli, scrittrice e patriota italiana (n. 1798)
- 6 marzo - John Timbs, scrittore, editore e antiquario inglese (n. 1801)
- 7 marzo - James Hope Grant, generale britannico (n. 1808)
- 7 marzo - John Edward Gray, biologo, zoologo e botanico inglese (n. 1800)
- 8 marzo - Lorenzo Barili, cardinale italiano (n. 1801)
- 10 marzo - Louis Joseph Daussoigne-Méhul, compositore francese (n. 1790)
- 12 marzo - Giuseppe Francesco Baruffi, presbitero, scrittore e naturalista italiano (n. 1801)
- 13 marzo - Ana Ipătescu, rivoluzionaria rumena (n. 1805)
- 14 marzo - Julija Pavlovna Samojlova, nobildonna russa (n. 1803)
- 16 marzo - Filippo Gnaccarini, scultore italiano (n. 1804)
- 17 marzo - Benjamin Lumley, impresario teatrale e avvocato britannico (n. 1811)
- 18 marzo - Joseph Franz Karl von Lobkowicz, nobile, generale e politico austriaco (n. 1803)
- 18 marzo - Gustave Maroteau, giornalista francese (n. 1849)
- 18 marzo - Carlo Marsili, politico italiano (n. 1805)
- 19 marzo - Jean-Baptiste Vuillaume, liutaio francese (n. 1798)
- 20 marzo - Virginie Ancelot, scrittrice, drammaturga e pittrice francese (n. 1792)
- 20 marzo - January Suchodolski, pittore e militare polacco (n. 1797)
- 22 marzo - H. L. Bateman, attore teatrale e direttore teatrale statunitense (n. 1812)
- 22 marzo - Alexander Thomson, architetto scozzese (n. 1817)
- 25 marzo - Amédée Achard, romanziere e drammaturgo francese (n. 1814)
- 25 marzo - Robert von Salm-Reifferscheidt-Raitz, politico e diplomatico austriaco (n. 1804)
- 27 marzo - Edgar Quinet, storico, scrittore e politico francese (n. 1803)
- 27 marzo - Juan Crisóstomo Torrico, politico peruviano (n. 1808)
- 28 marzo - Engelberto Augusto d'Arenberg, nobile e politico belga (n. 1824)
- 28 marzo - Johann Jakob Christian Donner, filologo classico e traduttore tedesco (n. 1799)
- 31 marzo - Maurizio Bufalini, medico italiano (n. 1787)
- 31 marzo - Gaetano Nava, compositore italiano (n. 1802)
- 31 marzo - Friedrich Julius Richelot, matematico tedesco (n. 1808)

## Aprile(22)
- 1º aprile - Giovanni Audiffredi, imprenditore e politico italiano (n. 1808)
- 2 aprile - Francesco Coll Guitart, presbitero spagnolo (n. 1812)
- 2 aprile - Francesco Giuseppe di Nassau-Weilburg, principe tedesco (n. 1859)
- 4 aprile - Karl Mauch, esploratore tedesco (n. 1837)
- 5 aprile - Camille Chazal, pittore francese (n. 1825)
- 6 aprile - Moses Hess, filosofo, politico e attivista tedesco (n. 1812)
- 7 aprile - Georg Herwegh, poeta e rivoluzionario tedesco (n. 1817)
- 11 aprile - Alphonse Royer, librettista, scrittore e giornalista francese (n. 1803)
- 11 aprile - Heinrich Schwabe, astronomo tedesco (n. 1789)
- 12 aprile - Philipp von Brunnow, politico russo (n. 1797)
- 15 aprile - Antonio Poggi, tenore italiano (n. 1806)
- 16 aprile - Joseph-Antoine-Charles Couderc, tenore e baritono francese (n. 1810)
- 18 aprile - Giovanni Strazza, scultore italiano (n. 1818)
- 20 aprile - Francesco Coghetti, pittore italiano (n. 1802)
- 21 aprile - Henry William Pickersgill, pittore inglese (n. 1782)
- 24 aprile - Georg Ludwig Carius, chimico tedesco (n. 1829)
- 24 aprile - André Koechlin, ingegnere francese (n. 1789)
- 24 aprile - Samuel Prideaux Tregelles, teologo e filologo britannico (n. 1813)
- 25 aprile - Trinle Gyatso, monaco buddhista tibetano (n. 1857)
- 28 aprile - Armand Joseph Bayard, ingegnere francese (n. 1805)
- 28 aprile - Samuel Tickell, artista e ornitologo britannico (n. 1811)
- 30 aprile - Jean Frederic Waldeck, archeologo, esploratore e cartografo francese (n. 1766)

## Maggio(13)
- 8 maggio - Thomas Baines, artista e esploratore britannico (n. 1820)
- 14 maggio - Gottfried Bernhardy, filologo classico e critico letterario tedesco (n. 1800)
- 15 maggio - Luigi Ronzi, baritono e compositore italiano (n. 1805)
- 17 maggio - John C. Breckinridge, politico e generale statunitense (n. 1821)
- 20 maggio - Carl Heinrich Theodor Knorr, imprenditore tedesco (n. 1800)
- 20 maggio - Amalia di Oldenburg, sovrana greca (n. 1818)
- 24 maggio - Maria Leonarda Ranixe, religiosa italiana (n. 1796)
- 24 maggio - Ambrose St. John, presbitero inglese (n. 1815)
- 25 maggio - Giuseppe Mancinelli, pittore italiano (n. 1813)
- 28 maggio - Augustus Hervey, politico britannico (n. 1837)
- 28 maggio - Luisa di Reuss-Greiz, principessa tedesca (n. 1822)
- 29 maggio - Tommaso Aloisio Juvara, incisore italiano (n. 1809)
- 31 maggio - Eliphas Lévi, esoterista francese (n. 1810)

## Giugno(21)
- 2 giugno - Józef Kremer, scrittore e filosofo polacco (n. 1806)
- 2 giugno - Mary Telfair, collezionista d'arte e filantropa statunitense (n. 1791)
- 3 giugno - Georges Bizet, compositore e pianista francese (n. 1838)
- 3 giugno - Georg von Vincke, politico prussiano (n. 1811)
- 8 giugno - Eduard Mörike, scrittore tedesco (n. 1804)
- 10 giugno - Victor-Amédée Lebesgue, matematico francese (n. 1791)
- 11 giugno - Harriet Forten Purvis, attivista statunitense (n. 1810)
- 12 giugno - Julián Castro, politico e militare venezuelano
- 14 giugno - Heinrich Louis d'Arrest, astronomo tedesco (n. 1822)
- 16 giugno - Evangelista Andreoli, pianista e organista italiano (n. 1810)
- 17 giugno - Thomas Henry Selby, politico statunitense (n. 1820)
- 18 giugno - António Feliciano de Castilho, poeta portoghese (n. 1800)
- 18 giugno - Wilhelm Paul Corssen, filologo classico tedesco (n. 1820)
- 20 giugno - Wilhelm Bauer, inventore tedesco (n. 1822)
- 21 giugno - Guglielmo Forest, politico italiano (n. 1780)
- 21 giugno - Lodovico Gavioli, artigiano e orologiaio italiano (n. 1807)
- 24 giugno - Henri Labrouste, architetto francese (n. 1801)
- 25 giugno - Antoine-Louis Barye, scultore francese (n. 1796)
- 26 giugno - Josephine Zehnder-Stadlin, pedagogista svizzera (n. 1806)
- 29 giugno - Henry Doubleday, entomologo e ornitologo britannico (n. 1808)
- 29 giugno - Ferdinando I d'Austria, sovrano (n. 1793)

## Luglio(18)
- 3 luglio - Vladimir Ivanovič Barjatinskij, nobile e ufficiale russo (n. 1817)
- 5 luglio - Maria Röhl, pittrice e miniaturista svedese (n. 1801)
- 8 luglio - Frank P. Blair Jr., generale e politico statunitense (n. 1821)
- 8 luglio - John Elliot Cairnes, economista irlandese (n. 1823)
- 9 luglio - Jacques-Marie-Adrien-Césaire Mathieu, cardinale e arcivescovo cattolico francese (n. 1796)
- 9 luglio - Christian Ruben, pittore tedesco (n. 1805)
- 14 luglio - Guillaume Henri Dufour, generale, ingegnere e politico svizzero (n. 1787)
- 15 luglio - Pavel Christoforovič Grabbe, generale russo (n. 1789)
- 17 luglio - Domenico Peranni, patriota e politico italiano (n. 1803)
- 18 luglio - Jane Griffin, viaggiatrice e filantropa britannica (n. 1791)
- 18 luglio - Manuel Marques de Sousa, militare e politico brasiliano (n. 1804)
- 18 luglio - Giuseppe Morro, avvocato e politico italiano (n. 1806)
- 19 luglio - Adolphe Dechamps, politico belga (n. 1807)
- 23 luglio - Isaac Merritt Singer, inventore e imprenditore statunitense (n. 1811)
- 24 luglio - Athanase Josué Coquerel, teologo francese (n. 1820)
- 25 luglio - Celia Burleigh, scrittrice, attivista e religiosa statunitense (n. 1826)
- 30 luglio - George Edward Pickett, generale statunitense (n. 1825)
- 31 luglio - Andrew Johnson, politico e militare statunitense (n. 1808)

## Agosto(23)
- 1º agosto - Salvatore Riva, politico italiano (n. 1802)
- 2 agosto - Pasquale Altavilla, attore teatrale e drammaturgo italiano (n. 1806)
- 2 agosto - Francesco De Luca, avvocato, politico e patriota italiano (n. 1811)
- 2 agosto - Ernest Stamm, ingegnere francese (n. 1834)
- 3 agosto - Agenor Gołuchowski, politico polacco (n. 1812)
- 4 agosto - Hans Christian Andersen, scrittore e poeta danese (n. 1805)
- 5 agosto - William Bayle Bernard, drammaturgo e critico teatrale inglese (n. 1807)
- 6 agosto - Gabriel García Moreno, politico ecuadoriano (n. 1821)
- 10 agosto - Karl Andree, geografo tedesco (n. 1808)
- 11 agosto - Bedřich Bloudek, militare ceco (n. 1815)
- 11 agosto - William Alexander Graham, politico statunitense (n. 1804)
- 15 agosto - Ange Paulin Terver, zoologo francese (n. 1798)
- 16 agosto - Carlo Teodoro di Baviera, nobile tedesco (n. 1795)
- 17 agosto - John B. Weller, politico e diplomatico statunitense (n. 1812)
- 18 agosto - Alessandro Bianchi, politico italiano (n. 1822)
- 20 agosto - Michelangelo Castelli, politico italiano (n. 1808)
- 20 agosto - James Graham Goodenough, ammiraglio inglese (n. 1830)
- 22 agosto - Jakob Imobersteg, giudice, avvocato e politico svizzero (n. 1813)
- 25 agosto - Charles Auguste Frossard, generale francese (n. 1807)
- 27 agosto - Vasilij Stepanovič Kuročkin, poeta, giornalista e traduttore russo (n. 1831)
- 29 agosto - Gustave Olivier Lannes de Montebello, generale e politico francese (n. 1804)
- 31 agosto - Seth e Mary Eastman, illustratore statunitense (n. 1808)
- 31 agosto - Oskar Peschel, geografo tedesco (n. 1826)

## Settembre(23)
- 1º settembre - Fëdor Antonovič Bruni, pittore russo (n. 1800)
- 4 settembre - Giuseppe Sanna Sanna, politico italiano (n. 1821)
- 8 settembre - Benedetto De Lisi, scultore italiano (n. 1831)
- 9 settembre - Johann Christian Jüngken, oculista tedesco (n. 1794)
- 10 settembre - Luigi Porta, chirurgo e anatomista italiano (n. 1800)
- 11 settembre - Marie Cico, soprano francese (n. 1843)
- 11 settembre - Frederick Currie, I baronetto, diplomatico britannico (n. 1799)
- 11 settembre - Heinrich Rückert, germanista e storico tedesco (n. 1823)
- 13 settembre - Carlo Bevilacqua, politico italiano (n. 1803)
- 15 settembre - Guillaume Benjamin-Amand Duchenne, neurologo francese (n. 1806)
- 15 settembre - Louise Farrenc, compositrice, pianista e insegnante francese (n. 1804)
- 16 settembre - Gaspare Grassellini, cardinale italiano (n. 1796)
- 16 settembre - Francesco Roncalli, politico italiano (n. 1795)
- 16 settembre - Giacomo Sacchero, librettista, poeta e botanico italiano (n. 1813)
- 21 settembre - Adalberto di Baviera, principe (n. 1828)
- 21 settembre - Alessandra di Baviera, nobile tedesca (n. 1826)
- 25 settembre - Pierre Edmond Boissier, botanico svizzero (n. 1810)
- 26 settembre - Victor de Tornaco, politico lussemburghese (n. 1805)
- 27 settembre - Edouard Corbière, scrittore, giornalista e marinaio francese (n. 1793)
- 27 settembre - Pietro Luigi Gastinelli, politico italiano (n. 1802)
- 27 settembre - Antonio Rinaldi, pittore svizzero (n. 1816)
- 28 settembre - Thomas Ender, pittore austriaco (n. 1793)
- 28 settembre - Atanasio Cruz Aguirre, politico uruguaiano (n. 1801)

## Ottobre(16)
- 2 ottobre - Giuseppe Cencetti, commediografo e librettista italiano (n. 1809)
- 2 ottobre - Petrache Poenaru, pedagogo, inventore e ingegnere romeno (n. 1799)
- 8 ottobre - Ignazio Porro, inventore, ottico e topografo italiano (n. 1801)
- 10 ottobre - Aleksej Konstantinovič Tolstoj, scrittore, poeta e drammaturgo russo (n. 1817)
- 12 ottobre - Jean-Baptiste Carpeaux, scultore e pittore francese (n. 1827)
- 15 ottobre - Theodor Hosemann, illustratore, disegnatore e pittore tedesco (n. 1807)
- 17 ottobre - Alexandros Lykourgos, teologo greco (n. 1827)
- 17 ottobre - Diomede Marvasi, giurista, patriota e politico italiano (n. 1827)
- 17 ottobre - Salvatore Nobili Vitelleschi, cardinale e arcivescovo cattolico italiano (n. 1818)
- 19 ottobre - Charles Wheatstone, fisico e inventore britannico (n. 1802)
- 22 ottobre - Franz Ritter, filologo classico tedesco (n. 1803)
- 23 ottobre - Giacomo Filippo Gentile, vescovo cattolico italiano (n. 1809)
- 24 ottobre - Raffaello Carboni, scrittore e patriota italiano (n. 1817)
- 24 ottobre - Jacques Paul Migne, bibliografo, presbitero e editore francese (n. 1800)
- 29 ottobre - John Gardner Wilkinson, egittologo inglese (n. 1797)
- 30 ottobre - James Otis, politico statunitense (n. 1826)

## Novembre(24)
- 1º novembre - Léon Brunier, avvocato e politico francese (n. 1811)
- 5 novembre - Robert von Mohl, politologo tedesco (n. 1799)
- 6 novembre - Marietta Brambilla, contralto italiano (n. 1807)
- 6 novembre - Wojciech Stattler, pittore polacco (n. 1800)
- 7 novembre - Francesco Franchini, patriota e politico italiano (n. 1805)
- 9 novembre - Karl Nikolas Fraas, agronomo e botanico tedesco (n. 1810)
- 12 novembre - Thomas Furlong, vescovo cattolico irlandese (n. 1803)
- 13 novembre - Carlo di Solms-Braunfels, ufficiale, militare e principe tedesco (n. 1812)
- 14 novembre - Werner Munzinger, esploratore e diplomatico svizzero (n. 1832)
- 15 novembre - Jean-Baptiste Baudoin, presbitero e missionario francese (n. 1831)
- 17 novembre - Hilario Ascásubi, poeta argentino (n. 1807)
- 17 novembre - Jacques-Marie-Achille Ginoulhiac, teologo, scrittore e arcivescovo cattolico francese (n. 1806)
- 17 novembre - Charles Vignoles, ingegnere britannico (n. 1793)
- 19 novembre - Friedrich Gottlieb Bartling, botanico tedesco (n. 1798)
- 19 novembre - Pietro de Silvestri, cardinale italiano (n. 1803)
- 20 novembre - Antonio Ranza, vescovo cattolico italiano (n. 1801)
- 21 novembre - Alexandre Colin, pittore e litografo francese (n. 1798)
- 22 novembre - Henry Wilson, politico statunitense (n. 1812)
- 23 novembre - Friedrich Albert Lange, filosofo, sociologo e giornalista tedesco (n. 1828)
- 24 novembre - William Backhouse Astor, imprenditore statunitense (n. 1792)
- 24 novembre - Joseph Othmar von Rauscher, cardinale e arcivescovo cattolico austriaco (n. 1797)
- 26 novembre - Matteo Raeli, patriota, giurista e politico italiano (n. 1812)
- 27 novembre - Richard Christopher Carrington, astronomo inglese (n. 1826)
- 27 novembre - Eugène Schneider, imprenditore e politico francese (n. 1805)

## Dicembre(23)
- 2 dicembre - Ira Harris, politico statunitense (n. 1802)
- 3 dicembre - Isidore Pils, pittore francese (n. 1813)
- 4 dicembre - Charles La Trobe, politico britannico (n. 1801)
- 5 dicembre - Eduard Arnold Martin, ginecologo tedesco (n. 1809)
- 6 dicembre - Johann Karl Rodbertus, economista tedesco (n. 1805)
- 7 dicembre - Vincenzo Pinali, medico italiano (n. 1802)
- 8 dicembre - Ignazio Pasini, tenore italiano (n. 1796)
- 8 dicembre - Leopoldo III di Lippe, nobile tedesco (n. 1821)
- 9 dicembre - Adolph Schroedter, pittore tedesco (n. 1805)
- 10 dicembre - Ōtagaki Rengetsu, monaca buddista, poeta e ceramista giapponese (n. 1791)
- 12 dicembre - Edadil Kadin, principessa abcasa (n. 1845)
- 13 dicembre - Georg Friedrich Daumer, filosofo tedesco (n. 1800)
- 14 dicembre - Giuseppe Orosi, chimico italiano (n. 1816)
- 18 dicembre - Giovanni Battista Cuneo, giornalista, politico e patriota italiano (n. 1809)
- 19 dicembre - Pragmalji II, principe indiano (n. 1839)
- 20 dicembre - Michail Petrovič Pogodin, storico e giornalista russo (n. 1800)
- 22 dicembre - Zsigmond Kemény, politico e scrittore ungherese (n. 1814)
- 23 dicembre - Jules-Henri Vernoy de Saint-Georges, librettista francese (n. 1799)
- 24 dicembre - Philip Stanhope, V conte Stanhope, politico e storico inglese (n. 1805)
- 26 dicembre - Emilio Praga, scrittore, poeta e pittore italiano (n. 1839)
- 27 dicembre - Francesco Miniscalchi Erizzo, politico, geografo e filologo italiano (n. 1811)
- 29 dicembre - Rudolf Dietsch, filologo classico e linguista tedesco (n. 1814)
- 29 dicembre - Franz von Pitha, chirurgo austriaco (n. 1810)

## Senza giorno specificato(40)
- William Acton, medico e saggista inglese (n. 1813)
- Nils Almlöf, attore teatrale svedese (n. 1799)
- Francis Archer, naturalista e psichiatra irlandese (n. 1803)
- Britannio Asinari di San Marzano, politico italiano (n. 1798)
- Robert Dudley Baxter, economista britannico (n. 1827)
- Gabriel Marie Brideau, giornalista e rivoluzionario francese (n. 1844)
- Charles-Antoine Cambon, pittore e scenografo francese (n. 1802)
- Giuseppe Caputi, presbitero, archeologo e nobile italiano (n. 1803)
- Constantin Joseph Cornée, militare francese (n. 1814)
- Isidoro Del Re, politico italiano (n. 1815)
- Antonio Doria, patriota italiano (n. 1801)
- Virginie Déjazet, attrice teatrale francese (n. 1798)
- Leone Eydoux, pittore italiano (n. 1829)
- George Finlay, storico scozzese (n. 1799)
- Gaetano Genovese, architetto e decoratore italiano (n. 1795)
- Jean Charles Grenier, botanico e zoologo francese (n. 1808)
- Eduard Ignaz Koch, presbitero tedesco (n. 1821)
- Atis Kronvalds, letterato lettone (n. 1837)
- Francesco Maria Lanci, architetto italiano (n. 1799)
- Rosalie Loveling, scrittrice olandese (n. 1834)
- Aristidis Moraitinis, politico greco (n. 1806)
- Pasquale Mormino, imprenditore italiano (n. 1804)
- Rodrigo Nolli, patriota e politico italiano (n. 1826)
- Andrea Cesare Paris, patriota italiano (n. 1820)
- Pietro Giovanni Parolini, compositore italiano (n. 1789)
- Giuseppe Pezzarossa, presbitero e filosofo italiano (n. 1811)
- Carlo Pinchia, magistrato e politico italiano (n. 1802)
- Paul Rastoul, medico e attivista francese (n. 1835)
- Francesco Ruschi, politico italiano (n. 1807)
- Sakızlı Ahmed Esat Pascià, politico ottomano (n. 1828)
- Johann Gabriel Seidl, drammaturgo austriaco (n. 1804)
- Peter Christian Skovgaard, pittore danese (n. 1817)
- Edward Sugden, I barone St Leonards, giurista e politico britannico (n. 1781)
- Atto Tigri, medico italiano (n. 1813)
- Josep Maria Ventura i Casas, compositore e musicista spagnolo (n. 1817)
- Adrián Woll, militare e mercenario francese (n. 1795)
- Chauncey Wright, filosofo statunitense (n. 1830)
- Sa'ud bin Faysal bin Turki Al Sa'ud, sovrano saudita
- Charles des Moulins, botanico francese (n. 1798)
- Mirzə Qədim İrəvani, pittore azero (n. 1825)